# Clarkson Valley
Clarkson Valley é uma cidade localizada no estado americano do Missouri, no Condado de St. Louis.

## Demografia
Segundo o censo americano de 2000, a sua população era de 2675 habitantes.
Em 2006, foi estimada uma população de 2581, um decréscimo de 94 (-3.5%).

## Geografia
De acordo com o United States Census Bureau tem uma área de 7,1 km², dos quais 7,0 km² cobertos por terra e 0,1 km² cobertos por água.

## Localidades na vizinhança
O diagrama seguinte representa as localidades num raio de 8 km ao redor de Clarkson Valley.